# .sh
.sh је највиши Интернет домен државних кодова (ccTLD) за Свету Јелену.